# Henri le vert
Pour l’article homonyme, voir  Henri le vert (film).
Henri le vert de Gottfried Keller est un roman partiellement autobiographique qui aux côtés de Wilhelm Meister de Goethe et Nachsommer (de) de Stifter se classe comme l’un des plus importants romans d’apprentissage de la littérature allemande du XIXe siècle. Il a été adapté au cinéma en Suisse en 1993.

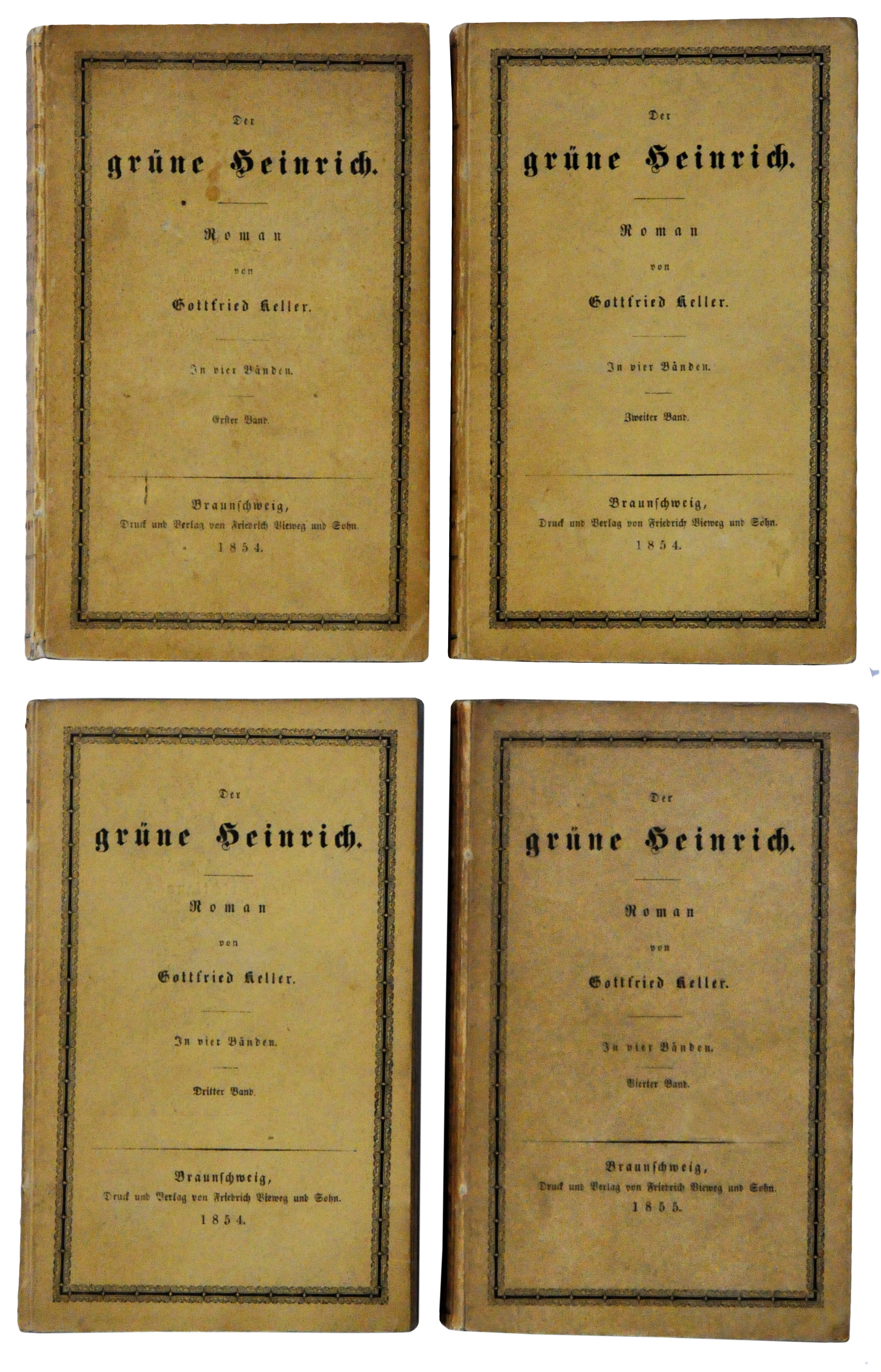
Henri le vert, première version

## Genèse
Gottfried Keller a commencé à tracer les grandes lignes de son roman en 1842 après être revenu à Zurich de Munich, à la suite d'une tentative échouée de devenir artiste peintre. Il a attaqué la rédaction du roman sept ans plus tard, quand une bourse lui a permis de séjourner à Heidelberg et à Berlin. Les trois premiers tomes sont sortis en 1854 (comptant respectivement 396, 456 et 359 pages) et le quatrième en 1855 (483 pages), tous les quatre provenant de la maison d’édition de Vieweg Verlag de la ville de Braunschweig. Jamais satisfait de son roman, Keller en a déploré le « manque de structure formelle » et a souhaité y apporter des modifications. À la fin des années 1870, il s’est donc mis à rédiger une deuxième version du roman, parue en 1879–1880 dans la maison d’édition stuttgartoise de Verlag Göschen. La version initiale est depuis reconnue comme la première version d’Henri le vert.

## Synopsis: première version
Dans les premières pages de la première version, Henri quitte la Suisse. Sa mère fait sa valise et il fait ses adieux aux travailleurs habitant dans la maison de sa mère, qui est évidemment célibataire. Au cours de son voyage, Henri rencontre un comte dans le sud de l’Allemagne – « un grand esprit bourgeois » – accompagné de sa femme et de sa fille, deux personnes qui fascinent Henri. Une fois arrivé à Munich, il trouve une chambre et défait sa valise, dans laquelle se trouve un manuscrit où Henri a consigné ses souvenirs d’enfance, qui sont ensuite introduits dans le roman (sous forme de flashbacks, comme dans presque tout film biographique de nos jours).

### L'histoire de la jeunesse d'Henri
Le protagoniste Henri Lee est surnommé « Henri le vert » en raison de ses vêtements d’enfant, cousus à partir de l’uniforme vert de son père décédé prématurément. Il grandit chez sa mère dans des conditions modestes, fréquente plusieurs écoles et est expulsé à l’âge de 15 ans après avoir joué un tour. Sa mère l’envoie sans diplôme un été complet chez sa famille à la campagne, pour qu’il puisse réfléchir à son avenir. Le roman est marqué par deux événements, qui auront un effet sur sa vie future. D’une part, il prend la décision de devenir artiste paysagiste ; d’autre part, il fait la connaissance de deux femmes : Anna, la fille d’un professeur, qui est du même âge que lui, et Judith, une veuve âgée d’environ 30 ans. Le jeune Henri se sent tiraillé entre les deux femmes. Anne est angélique et tendre et le remplit de sentiments romantiques, exaltés et idéalisés ; Judith est heureuse de vivre, séduisante et éveille sa sensualité. Henri ne peut établir de relation avec aucune des deux femmes et cette période de sa vie prend fin sans résolution : Anne meurt deux ans plus tard et Judith émigre aux États-Unis.
Après son retour dans sa ville natale, Henri commence à se former comme artiste peintre. Il fréquente l’atelier Habersaat, où les tableaux sont produits de manière industrielle : c’est la raison pour laquelle Monsieur Habersaat ne manifeste aucun intérêt pour la création artistique. Henri rencontre fortuitement un artiste peintre allemand qui a jadis connu du succès et dont le nom est Römer. Après plusieurs mois seulement passés auprès de lui, Henri apprend à observer les choses plus exactement et à peindre des tableaux qui se vendent très facilement. Toutefois, Römer souffre de délires et vit d’argent emprunté, qu’il ne peut pas rembourser. Ses relations avec son entourage sont par conséquent tendues. C’est la raison pour laquelle il ne parvient pas à vendre ses tableaux, malgré son grand talent. Quand il arrive finalement à en vendre au bout de six mois, il part à Paris, où il est interné dans une clinique psychiatrique. Il est à noter qu’il entretient une relation malsaine avec l’argent depuis son plus jeune âge. 
Henri se sert de son service militaire pour rédiger son histoire de jeunesse et quitte ensuite la Suisse pour tenter ses chances comme artiste peintre à Munich.

### Séjour en Allemagne et retour en Suisse
À Munich, Henri reconnaît ne pas posséder le talent nécessaire et ne pas appartenir au bon mouvement artistique afin de pouvoir vivre de son art. Comme dans sa vie, il ne peut pas non plus faire la différence entre l’imaginaire et le réel dans la peinture. Quand les fonds envoyés par sa mère s’épuisent, Henri accumule des dettes pendant une année. Il peut les régler grâce aux fonds versés de nouveau par sa mère. Une année plus tard, sa mère se voit devoir hypothéquer sa maison afin de régler les nouvelles dettes de son fils. Henri comprend enfin qu’il ne peut pas continuer à vivre ainsi. À défaut de revenu, il vend ses biens, tout d’abord sa flûte et ensuite, peu à peu, ses quatre-vingts dessins (dont quelques-uns réalisés en Suisse). Il les vend bien en dessous de leur valeur à un brocanteur, qui s’intéresse entre autres aux petits spectacles de café-théâtre et qui a apparemment trouvé un acheteur intéressant pour les dessins d’Henri. Quand cette source de revenus s’épuise également, Henri gagne sa vie en peignant les hampes d’innombrables drapeaux produits pour la vente par le brocanteur pour les jours de fête. Au lieu de devenir artiste paysagiste, Henri devient ironiquement peintre de hampes. Sa survie est toujours plus précaire et lorsqu’il reçoit une lettre désespérée de sa mère, dans laquelle elle lui demande de rentrer en Suisse, et qu’il est en outre expulsé de son logement, il quitte Munich et prend le chemin du retour à pied. 
Henri reste à Munich pendant environ sept ans. Deux jours après avoir pris la route pour rentrer en Suisse, il tombe sur la maison du comte dont il a fait connaissance lors du trajet aller. Il découvre que le comte a acheté tous ses dessins. Ce dernier profite de la rencontre pour lui payer un prix plus élevé, même si cela intervient tardivement, et commande deux grands dessins en plus. Pendant qu’Henri travaille sur ces dessins, il tombe amoureux de Dortchen, la fille adoptive du comte, mais il ne peut pas non plus établir de relation avec elle. Six mois après, il rentre à Zurich et arrive à temps pour assister à l’enterrement de sa mère, qui avait été entre-temps mise à la rue et avait par la suite mené sa vie dans une extrême pauvreté. La douleur causée par la mort de sa mère et les peines de cœur à la suite de la perte de Dortchen mènent Henri à sa mort. Autour de sa pierre tombale pousse de l’« herbe verte », nous rappelant une fois encore, cette fois à la toute fin du roman, le thème des couleurs.   

## Les différences dans la deuxième version
La deuxième version (c’est-à-dire la version révisée mentionnée ci-dessus) se distingue de la première à plusieurs égards, comme avec sa structure chronologique et l’emploi de la première personne dans la totalité du roman, plutôt que dans la partie où est racontée l’histoire de jeunesse d’Henri. Tout particulièrement, la conclusion tragique de la première version – Keller a parlé de fin « extrêmement sombre » – est remplacée par une conclusion plus positive : après la mort de sa mère, Henri se voit attribuer une fonction stable, mais peu exigeante. Néanmoins, il souffre du sentiment de culpabilité et joue avec la pensée de quitter ce monde, lorsque Judith revient de manière inattendue des États-Unis. Elle a entendu parler de son malheur et veut être à ses côtés. Ils passent du temps ensemble, parfois proche l’un de l’autre, parfois séparés par la distance pendant longtemps – jusqu'à la mort de Judith vingt ans plus tard. 

## Structure

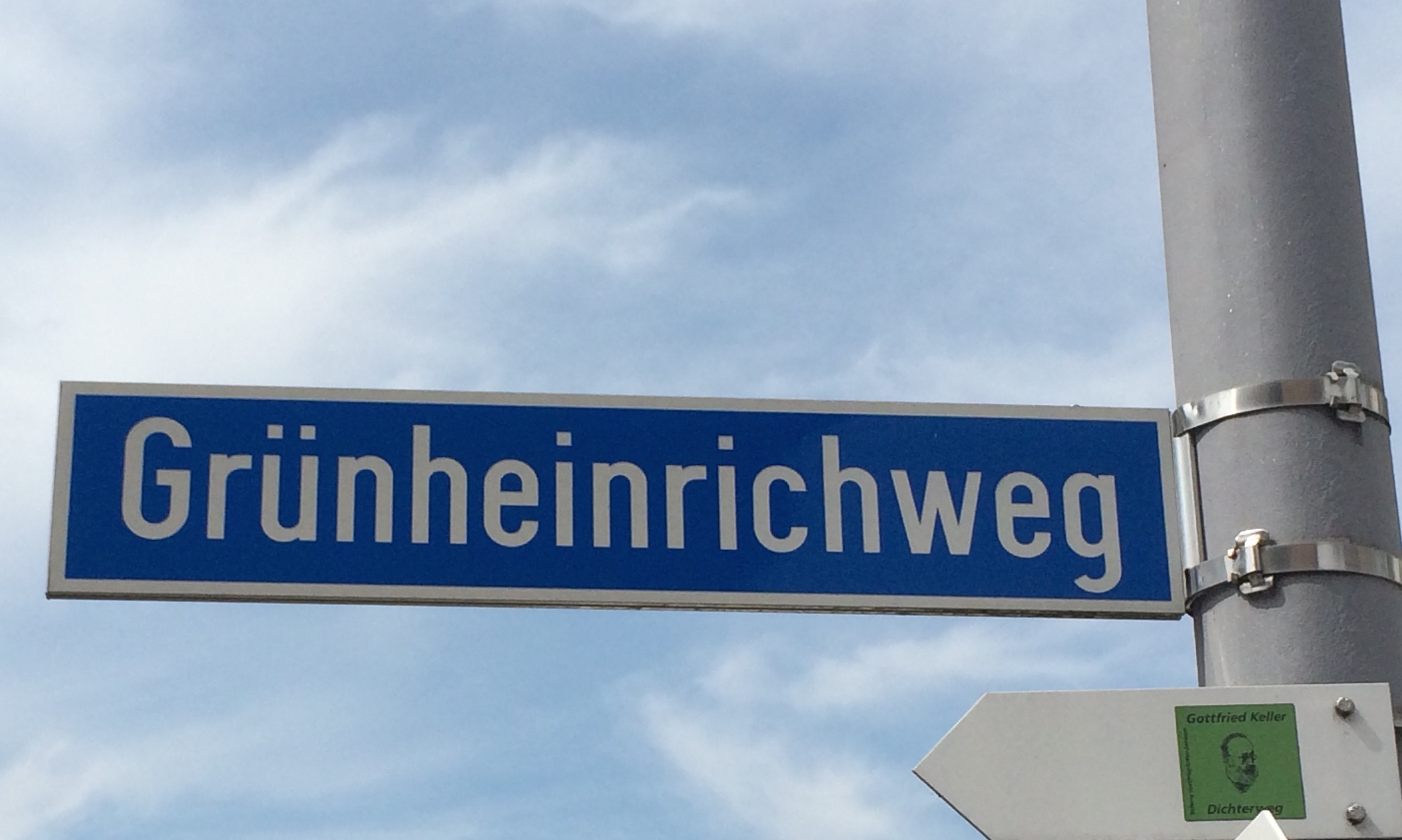
Plaque de rue à Glattfelden

Henri le vert témoigne de la formation et de la vie du jeune Henri, représentées comme un enchaînement cohérent d’évènements qui se succèdent. On désigne par une telle structure une « courbe de vie sans ambiguïté ». Dans la première version qui est sortie en 1854/55, l’histoire de la jeunesse d’Henri déstabilise l’ordre chronologique des actions. Au début de la première version, Henri Lee, âgé de 18 ans, part à Munich. Son enfance et sa jeunesse sont ensuite racontées en partant de la fin. Dans la deuxième version, sortie en 1879/80, on observe un ordre chronologique des actions tout au long du roman. Gottfried Keller respecte donc uniquement dans la deuxième version (c’est-à-dire dans la version révisée) la structure appelée la « courbe de vie sans ambiguïté ».

## Aspects politiques
Dans les deux versions, le héros du roman se fait du souci lors de son retour en Suisse, au vu des différences confessionnelles au sein des cantons et des bouleversements qui se sont produits en 1847/1848. Il s’inquiète des rapports mutuels entre la majorité et la minorité dans les structures sociales :

« … l’individu solide et énergique, apte au conseil et à l’action, tout prêt à se mettre en campagne pour recruter cette élite majoritaire dont il est lui-même une partie, sans que pour cela elle lui soit plus chère que la minorité vaincue, parce que celle-ci n’en est pas moins de la même chair et du même sang que la majorité. […]
Que de grandes majorités puissent être empoisonnées et corrompues par un seul homme et que, pour ne pas être en reste, elles empoisonnent et corrompent d’honnêtes individus ; qu’une majorité, qui a été une fois le jouet de mensonges, puisse continuer à vouloir être dupée et élève toujours sur le pavois de nouveaux menteurs, comme si elle n’était elle-même dans son ensemble qu’un scélérat conscient et résolu ; qu’enfin, lorsque les bourgeois et les paysans sont désabusés d’une erreur de la majorité par laquelle ils se sont eux-mêmes dépouillés, le réveil et la constatation des dommages ne soient pas si roses, à cela je ne pensais pas et je ne pouvais point y penser. »

— (En français : Henri le Vert de Gottfried Keller, traduction de G. La Flize, édition Aubier Montaigne : Paris, quatrième partie, pages 548-549)

## Paralipomenon et interprétation
L’auteur écrit dans un exposé à son éditeur Vieweg le 3 mai 1850 :

« La morale de mon livre est la suivante : celui qui ne réussit pas à maintenir un équilibre entre sa vie personnelle et sa vie familiale, est également incapable d’occuper une position active et honorable dans la vie publique. La faute peut revenir dans de nombreux cas à la société, et ce serait donc un livre de caractère socialiste. Dans les cas donnés, la faute revient surtout au personnage et au destin particulier du héros. Le roman prend ainsi une dimension plus éthique. L’entreprise et la réalisation du héros ne sont pas le résultat d’une intention seulement théorique et stéréotypée, mais au contraire le fruit de l’expérience et de l’observation propre. Je n’ai encore jamais produit quelque chose, qui n’ait pas de rapport avec ma vie intérieure ou sociale et vais aller plus loin : c’est de là que vient le fait que je n’écris que peu et que je ne sais pas dire présentement si je vais ou non réécrire un roman. À l’exception de quelques nouvelles, je n’ai en tête pour le futur que des travaux dramatiques. »

« Mon héros est un jeune homme talentueux et plein de vie, qui, s’emballant à propos du bon et du beau, se laisse entraîner pour fonder son bonheur futur. Il regarde tout avec des yeux ouverts et clairs et, gai luron plein de gentillesse, rencontre toute sorte de gens, il crée des liens d’amitié qui complètent le personnage, ce qui autorise les plus grands espoirs. Mais alors qu’il doit bientôt adopter un comportement plus sérieux et une maîtrise de soi pour les choses pratiques, tous ces éléments viennent à lui manquer. On en reste à des belles paroles, à un état végétatif, à un état de flottement passif et maladroit. À cause de lui, la pauvreté s’abat sur lui-même et ses proches, tandis que des âmes moins douées, mais plus attentives, qui se situaient en dessous de lui, réussissent et le dépassent. Il tombe alors dans la situation la plus tumultueuse et la plus triste qui soit, complètement coupé du monde. […] »

« Ainsi que cela a été dit, le roman est un produit de l‘expérience, excepté les catastrophes malheureuses de la fin. Je crois par conséquent pouvoir dire que le livre ne sera pas un roman insipide. Il n’est pas une page dans le roman qui n’ait pas été vraiment ressentie. »

— (Tiré de Keller, Henri le vert, Deutscher Klassiker Verlag,  (ISBN 978-3-618-68023-9), page 905 et suivantes)
Le commentateur de la maison d’édition Deutschen Klassiker Verlag établit la suite d’événements suivants concernant le parcours d’Henri :

« Parce qu’il a perdu son père, il ne peut pas vraiment être élevé. Parce qu’il ne peut pas vraiment être élevé, il devient un élément à part, un rêveur et un fantasque. De ce fait il n’apprendra jamais à travailler, et sa mère devra le faire pour lui. »

— (Ibidem, page 996)
De plus :

« L’œuvre révèle avec beaucoup d’acuité l’antagonisme fondamental de la société bourgeoise, à savoir le fait qu’elle prône l’épanouissement personnel des hommes, tout en ne fournissant pas aux hommes les moyens pour y parvenir. »

— (ibidem, page 1013)

## Aspects autobiographiques
Henri le vert est un roman de nature autobiographique. Cela signifie qu’à travers ses écrits, l’auteur Gottfreid Keller se penche sur sa propre histoire de vie et sa propre genèse, et laisse des éléments de celle-ci entrer dans l’histoire qu’il raconte. À cette occasion, on ne se focalise pas (lors de la narration) sur une histoire arbitraire, dans laquelle des éléments autobiographiques seraient insérés ; la première motivation pour l’écriture est d’ordre biographique.
Dans le cas d’Henri le vert, l’histoire d’Henri Lee dans le roman n’est pas complètement identique à la vie de Gottfried Keller, cependant ce dernier parvient au fil de la narration à créer un « deuxième moi » qui se montre partiellement critique envers le premier moi. Avec son roman, il raconte l’histoire de jeunesse d’un héros fictif ou plutôt d’un antihéros avec des emprunts autobiographiques au vécu propre. À travers ce procédé, Gottfried Keller a la possibilité de saisir des chances qu’il n’a pas saisies pendant sa vie et de traiter et résoudre des problèmes qu’il n’a pas résolus de son vivant. Les éléments et décisions de sa vie manqués à ses yeux sont donc ici le prérequis pour la réussite de la rédaction d’Henri le vert. 
Des chevauchements entre la biographie du protagoniste Henri Lee et celle de Gottfried Keller lui-même sont pléthore au cours de l’œuvre. Ainsi, la narration se déroule à Zurich, là où Gottfried Keller est lui-même né. Au début du roman, Henri Lee est, tout comme Gottfried Keller, renvoyé de l’école pour mauvaise conduite. Henri Lee a pour objectif de devenir peintre paysagiste et se consacre ainsi à un apprentissage auprès du peintre fou Römer. Devenir un peintre paysagiste était aussi le premier vœu de carrière de Gottfried Keller, et il s’était livré à un apprentissage auprès d’un certain Rudolf Mayer. Outre son talent inexistant, Henri Lee reçoit une formation médiocre en peinture, ce qui mène à l’échec de son premier projet de carrière. Gottfried Keller lui-même avait été mal formé. De plus, tant Henri Lee dans le roman que Gottfried Keller dans la vraie vie déménagent à Munich au cours de leur vie, et finissent par mourir tous deux à Zurich, le cercle se refermant ainsi.

## Réception
Henri le vert a fait son entrée dans la bibliothèque des 100 plus grands classiques du journal ZEIT.

## Littérature

### Édition originale - Première version
- Henri le vert, 4 tomes, Vieweg, Braunschweig 1854-1855
  - Tome 1 Vieweg, Braunschweig 1854. (document numérisé et texte intégral dans les archives allemandes)
  - Tome 2 Vieweg, Braunschweig 1854. (document numérisé et texte intégral dans les archives allemandes)
  - Tome 3 Vieweg, Braunschweig 1854. (document numérisé et texte intégral dans les archives allemandes)
  - Tome 4 Vieweg, Braunschweig 1855. (document numérisé et texte intégral dans les archives allemandes)

### Version actuelle
- Carl Hanser Verlag, Munich / Vienne 1981, édition limitée. La bibliothèque des classiques allemands, tome 54, Harenberg Kommunikation, 1982, 768 pages.
- Henri le vert. Première version. Édité par Thomas Böning et Gerhard Kaiser. Tome 2 dans : Gottfried Keller : Œuvres complètes en sept tomes. Édité par Thomas Böning, Gerhard Kaiser, Kai Kauffmann, Dominik Müller et Bettina Schulte-Böning. Deutscher Klassiker Verlag, Francfort-sur-le-Main 1985,  (ISBN 3-618-60920-5).
- Henri le vert. Deuxième version. Éditée par Peter Villwock. Tome 3 dans : Gottfried Keller : Œuvres complètes en sept tomes. Éditée par Thomas Böning, Gerhard Kaiser, Kai Kauffmann, Dominik Müller et Peter Villwock. Deutscher Klassiker Verlag, Francfort-sur-le-Main 1996,  (ISBN 3-618-60930-2).
- Historisch-kritische Gottfried Keller-Ausgabe, tome 11. Henri le vert (1854/55) tome 1 et 2, éd. par Walter Morgenthaler … 2005.
- Historisch-kritische Gottfried Keller-Ausgabe, tome 12. Henri le vert (1854/55) tome 3 et 4, éd. par Walter Morgenthaler … 2005.

### Littérature secondaire
- G. Gullaksen : Gottfried Kellers Roman „Der grüne Heinrich“. Entwicklung und Bildung im Spiegel der Erzählweise ; Bergen 1982 (en allemand)
- T. Heckendorn : Das Problem des Selbst in Gottfried Kellers Grünem Heinrich ; Berne et autres 1989 (en allemand)
- C. Heselhaus : Nachwort zu Keller, „Der grüne Heinrich“ ; Munich 1977 (en allemand)
- Burkhard Meyer-Sickendiek : Der Prototyp des Berufsjugendlichen : Gottfried Kellers Postadoleszenzroman „Der Grüne Heinrich“, in : Zwischenzeit, Grenzüberschreitung, Aufstörung – Bilder von Adoleszenz in der deutschsprachigen Literatur, édité par Carsten Gansel und Pawel Zimniak, Heidelberg : Universitätsverlag Winter 2011, pages 241–263. (en allemand)
- F. Hunziker : Glattfelden und Gottfried Kellers Grüner Heinrich ; Zurich und Leipzig 1911 (en allemand)
- H. Laufhütte : Wirklichkeit und Kunst in Gottfried Kellers Roman 'Der grüne Heinrich ' ; Bonn 1969 (en allemand)
- Ch. Tanzmann : Im Windschatten der Mutter. Beziehungsstrukturen und Beziehungsprobleme in Gottfried Kellers „Der grüne Heinrich“, Tectum-Verlag, Marburg, 2009. (en allemand)

## Adaptation au cinéma
- Henri le vert, un film de Thomas Koerfer d’après le roman de Gottfried Keller, Suisse, 1993, avec Thibault de Montalembert